# Tomislav Kovačević
Tomislav Kovačević (Osijek, 1945.) je hrvatski književnik i skladatelj iz Crikvenice. 
Rođen je u Osijeku. U Senju je proveo djetinjstvo, pohađao osnovnu i srednju školu. U Zagrebu i Münsteru je studirao jugoslavistiku i komparativnu književnost.
Objavio je zbirke pjesama:
- Žedne ribe
- Zadah riječi
- Druga vatra u istoj ruži
- Nervozno more
- Kretnja ruke
- Grijači snijega.

Rukoveti pjesama izašle su mu u Svjetlosti ognjišta, Svjetlosti ognjišta 2, Susreti, Sunce i Susretima riječi.
Suradnik je Uspona, povremenika za književnost Senjskog književnog ognjišta. Od prvog broja surađuje u Usponima, povremeniku za književnost Senjskog književnog ognjišta. 
Dobio je više književnih nagrada.
Član je Senjskog književnog ognjišta, senjskog ogranka Matice hrvatske, Hrvatskog društva skladatelja, Hrvatskog književnog kruga te Društva hrvatskih književnika.